# Кирил Дойчиновски
Кирил (Киро) Дойчиновски (на македонска литературна норма: Кирил Дојчиновски) е бивш югославски футболист от Югославия, после и треньор. Защитник.

## Биография
Роден е в Скопие. С „Цървена звезда“ печели 2 пъти купата на Югославия (1968, 1970) и 4 пъти държавното първенство (1968, 1969, 1970, 1973).
Изиграва 6 мача за националния отбор на Югославия и участва на Световното първенство през 1974 г. Футболист на „ФК Вардар“, „Цървена звезда“, „Троа“ и „Пари“.
По-късно работи като треньор на националния отбор на Салвадор, както и на „Брегалница Краун“.